# Grup de la glaucocerinita
El grup de la glaucocerinita és un grup de minerals que forma part del supergrup de la hidrotalcita. Els seus membres són:
| Carrboidita    | [(Ni1-xAlx)(OH)₂][SO₄]x/2 · nH₂O   |
| Glaucocerinita | (Zn1-xAlx)(OH)₂(SO₄)x/2 · nH₂O     |
| Hidrohonessita | (Ni1-xFex3+)(OH)₂[SO₄]x/2 · nH₂O   |
| Mountkeithita  | [(Mg1-xFex3+)(OH)₂][SO₄]x/2 · nH₂O |
| Zincaluminita  | Zn₆Al₆(SO₄)₂(OH)16 · 5H₂O          |